# Rodolfo Soracco
Jorge Rodolfo Soracco Ríos (Miraflores, 27 luglio 1927 – 25 ottobre 2018) è stato un cestista peruviano.

## Carriera
Con il Perù ha preso parte alle Olimpiadi del 1948.